# Wankham
Wankham ist eine Ortschaft in der oberösterreichischen Marktgemeinde Regau im Bezirk Vöcklabruck. Wankham liegt im äußersten Nordosten des Gemeindegebietes in der Katastralgemeinde Unterregau zwischen den Flüssen Ager und Aurach in unmittelbarer Nachbarschaft zu den Gemeinden Attnang-Puchheim und Desselbrunn. Die Ortschaft hat 545 Einwohner (Stand 1. Jänner 2024).
Wankham hatte bei der Volkszählung im Jahr 2001 459 Einwohner und war damit nach Schalchham, Regau und Preising und noch vor Rutzenmoos die Ortschaft in der Gemeinde mit der viertgrößten Einwohnerzahl. 2017 war Wankham laut Statistik Austria mit 502 Einwohnern nach Schalchham, Preising, Rutzenmoos, Regau und Lixlau die sechstgrößte Ortschaft.
Wankham verfügt über eine eigene Haltestelle an der Salzkammergutbahn. An der Ager befinden sich in Wankham zwei Laufkraftwerke.
Der Untergeher, ein Roman Thomas Bernhards, spielt in Wankham und Umgebung.